# Phú Thành, Trà Ôn
Phú Thành là một xã cũ thuộc huyện Trà Ôn, tỉnh Vĩnh Long, Việt Nam.

## Địa lý
Xã Phú Thành nằm ở phía tây huyện Trà Ôn, là một trong hai xã nằm trên cù lao Mây, có vị trí địa lý:
- Phía đông giáp xã Lục Sĩ Thành
- Phía tây giáp thành phố Cần Thơ
- Phía nam giáp tỉnh Hậu Giang và tỉnh Sóc Trăng
- Phía bắc giáp thị xã Bình Minh và huyện Tam Bình.

Xã Phú Thành có diện tích 20,34 km², dân số năm 1999 là 8.457 người, mật độ dân số đạt 416 người/km².

## Hành chính
Xã Phú Thành được chia thành 5 ấp: Phú Hưng, Phú Lợi, Phú Long, Phú Sung, Phú Xuân.

## Lịch sử
Ngày 6 tháng 12 năm 2019, Hội đồng Nhân dân tỉnh Vĩnh Long ban hành Nghị quyết 228/NQ-HĐND về việc:
- Sáp nhập một phần ấp Phú Thạnh vào ấp Phú Sung
- Sáp nhập toàn bộ ấp Mái Dầm vào ấp Phú Long
- Sáp nhập một phần ấp Phú Thạnh vào ấp Phú Hưng.